# Palaemonella sandyi
Palaemonella sandyi — вид креветок родини креветових (Palaemonidae). Описаний у 2023 році.

## Поширення
Вид поширений на коралових рифах біля узбережжя Мальдівських островів, Малайзії (штат Сабах), Індонезії (Ява, Балі, Сулавесі, Калімантан, Тернате та Раджа Ампат) та Філіппін (Себу). Живе в асоціації з коралами Euphyllia glabrescens та Euphyllia cristata.

## Опис
Дрібна креветка: самиця завдовжки 4,5 мм, самець 2,3 мм.